# Phaonia chaoyangensis
Phaonia chaoyangensis este o specie de muște din genul Phaonia, familia Muscidae, descrisă de Zhang, Cui și Wang în anul 1993.
Este endemică în Liaoning. Conform Catalogue of Life specia Phaonia chaoyangensis nu are subspecii cunoscute.